# Torenia cyrtandriflora
Torenia cyrtandriflora är en tvåhjärtbladig växtart som beskrevs av Brian Laurence Burtt. Torenia cyrtandriflora ingår i släktet Torenia och familjen Linderniaceae. Inga underarter finns listade i Catalogue of Life.